# JOY-POPS
JOY-POPS（ジョイ・ポップス）は、THE STREET SLIDERSのフロント・マン村越弘明と土屋（蘭丸）公平の二人によるブルースの音楽ユニット。
楽曲の作詞・作曲を共同で行う際に用いていたクレジット名であったが、1987年からバンド活動の休止をきっかけに二人でのライブ活動を不定期に行っている。

## 経歴
1979年（昭和54年）
- 11月。大学のキャンパスコンサートで知人の紹介で知り合い、翌年にTHE STREET SLIDERS を結成する[1]。

1983年（昭和58年）
- 3月5日。 THE STREET SLIDERS がアルバム《SLIDER JOINT》でEPIC・ソニーからメジャーデビュー。

1984年（昭和59年）
- 11月11日。3枚目のアルバム《JAG OUT》をEPIC・ソニーよりリリース。このアルバムからJoy-Popsでのクレジットによる作詞、作曲が始まる[注釈 1]。

1989年（昭和64年/平成元年）
- 12月9日。 THE STREET SLIDERS より3枚組のCDシングル入りBOXセット《ROUTE  S.S》が発売される[注釈 2]。その中の一枚がJoy-Popsのファースト・シングル GET OUT OF MY MIND [注釈 3] [注釈 4]とEMPTY HEART[注釈 5]である。

1990年（平成2年）
- 12月21日。THE STREET SLIDERS が通算8枚目のアルバム《NASTY CHILDREN》を発表。アルバム全ての作詞、作曲がJoy-Pops 。

1995年（平成7年）
- 4月21日。THE STREET SLIDERS が通算12枚目のアルバム《WRECKAGE》を発表。ロックン・ロールがメインだったJoy-Popsの作風にブルースの色合い[注釈 6]が強くなる。

2000年（平成12年）
- 10月29日。THE STREET SLIDERS の解散に伴い Joy-Pops の活動も以降未定となる。

2018年（平成30年）
- 3月6日。Joy-Popsの復活を発表。ネット上に公式サイトを立ち上げ全国ツアー《WRECKING BALL》が発表される。ストリート・スライダーズの解散から18年ぶりの共演となる。

2020年（令和2年）
- 1月23日、村越弘明とのユニットJOY-POPSの2年ぶりの全国8カ所のツアー『Tour 2020  NEXT DOOR』開催を発表。3月。新型コロナウイルス感染症の拡大に伴い札幌、名古屋、横浜公演の日程の順延を発表する[注釈 7]。
- 4月10日、新型コロナウィルス感染症が拡大している状況[注釈 8]により、全公演の開催延期と振替公演の日程を発表。
- 7月10日、ツアーが白紙になったことで生まれたJOY-POPSのミニ・アルバム《Inner Sessions》を公式サイトの通販で限定発売。2000年にストリート・スライダーズ が解散して以来、初めてスタジオ・レコーディングによる新曲が録音された。
- 10月5日、ユニットJOY-POPSの全国ツアー《Tour 2020  NEXT DOOR》振替公演の中止[注釈 9]と、東京渋谷のLINE CUBE SHIBUYA（旧渋谷公会堂）にて有観客と生配信を合わせたライブの開催を発表。
- 12月5日、ユニットJOY-POPSの有観客生配信によるライブ《Tour 2020  NEXT DOOR》を東京都渋谷区のLINE CUBE SHIBUYA（旧渋谷公会堂）にて開催。

2021年（令和3年）
- 3月5日、ライブ・アルバム《JOY-POPS LIVE 2020 "NEXT DOOR"》と前年CD仕様で発売したミニ・アルバム《 Inner Sessions 》のアナログ盤を同時発売。
- 5月7日、村越弘明が自身の公式サイトHARRY STATIONで現在病気療養中であることを公表。

2022年（令和4年）
- 8月7日。JOY-POPSのスタジオ録音盤ミニ・アルバム《夜更けの王国　INNER SESSIONS 2》を通販のみの初回完全生産限定盤で発売。[注釈 10] 11月に同盤のアナログ化発売が決定。
- 11月5日よりビルボードライブ（横浜、大阪）及びブルーノート東京（初）において「JOY-POPS LIVE 2022　NEXT DOOR-夜更けの王国」を行う。

### デビュー40周年
- 2023年1月27日。THE STREET SLIDERSデビュー40周年記念オフィシャルサイト より、同年5月3日、日本武道館において「The Street Sliders Hello!!」のライブ開催を発表。
- 2月22日。「LIVE 2022 NEXT DOOR-夜更けの王国-」Blu-rayを発売[注釈 11]。

2024年（令和6年）
- 11月より大阪、名古屋、横浜、東京において『JOY-POPS/ POWER BLUES TOUR2024』を開催。

## ライブ活動

### 第一期（1987-1988）
1987年（昭和62年）
- 12月。THE STREET SLIDERSのバンド活動が一時休止になったことをきっかけに、JOY-POPSでのユニット活動が始まる。
- 12月28日。FM東京ホールにおいて日清パワーステーションに出演[注釈 12]。オーケストラをバックに ANGEL DUSTER を演奏した[2]。
- 12月31日。名古屋レインボーホール ROCK’N’ ROLL BAND STAND 出演[注釈 13]。（パーカッション：鈴木裕文）

1988年（昭和63年）
- 1月7日。RED WARRIORS初の日本武道館ライブでオープニング・アクトを行う。（パーカッション：鈴木裕文）[注釈 14]。

### 第二期（1989年）
1989年（昭和64年/平成元年）
- 12月23日。NHKテレビ、“ジャストポップアップ”《1989X'masスペシャル》‘’にJOY-POPS with 溝口肇カルテットで出演。 GET OUT OF MY MIND を演奏。
- 12月25日。子供達のX’mas Night！新宿日清POWER STATION出演[注釈 15]
- 12月26日。LIVE11連発！年度末版大阪厚生年金会館。ゲスト出演[注釈 16]。
- 12月31日。ROCK’N ROLL BAND STAND福岡国際センター。ゲスト出演[注釈 16]。

### 第三期（2018年〜現在）
2018年（平成30年）
- 3月6日。2000年のバンド解散後、18年ぶりにJOY-POPS の復活を公式サイト上で発表[3]。デビュー35周年企画[注釈 17]により《Wrecking Ball Tour 》で全国を周る。ストリート・スライダーズ時代からのファンが多数チケットを買い求め、ほとんどの会場で売り切れが続出。複数の追加公演が行われるほどの人気公演となった。

2020年（令和2年）
- 1月23日。JOY-POPSで2年ぶりの全国8ヶ所ツアー《Tour 2020  NEXT DOOR》を発表。
- 3月。新型コロナウイルス感染症の拡大に伴い札幌、名古屋、横浜公演の日程の順延を発表する[注釈 18]。
- 4月10日。新型コロナウィルス感染症が拡大している状況[注釈 19]と感染拡散防止、および、来場者の安全を最優先に検討し、 全公演の開催延期と振替公演の日程を発表。
- 10月5日。ユニットJOY-POPSの全国ツアー《Tour 2020  NEXT DOOR》振替公演の中止[注釈 20]と、東京渋谷のLINE CUBE SHIBUYA（旧渋谷公会堂）にて有観客と生配信を合わせたライブの開催を発表。
- 12月5日。ユニットJOY-POPSの有観客生配信によるライブ《Tour 2020  NEXT DOOR》を東京都渋谷区のLINE CUBE SHIBUYA（旧渋谷公会堂）にて開催[注釈 21]

2022年（令和4年）
- 11月5日初日のビルボード・ライブ横浜を皮切りに同・大阪、及びブルーノート東京において『JOY-POPS LIVE 2022　NEXT DOOR-夜更けの王国』スペシャルLIVEを開催。最終日11月29日2nd Stageでは収録によるブルーノート東京から生配信も行われる。

2024年（令和6年）
- 大阪、名古屋、横浜及び東京において『JOY-POPS LIVE 2024 POWER BLUES』を開催。名古屋のダイアモンドホールを除く他の会場は全てビルボードライブでのステージ。

## 気ままなユニット
- JOY-POPSは二人が共作する時のペンネームに過ぎず、当初はソロ活動やレコーディングなどは想定していなかった。
- ハリーの中では音楽活動はあくまでもスライダーズがメイン。かと言ってJOY-POPSを断ち切るわけではなく、自分の中ですごい気まぐれに出てくるもので、また次にポッと出てきた時にやるかも…という考え方。
- 蘭丸（公平）の中でもメインはスライダーズであり、別ユニットの活動からは外の刺激を受けたい気持ちが強く、バンドやメンバーにも経験をフィード・バックしていければと思っている。
- 1989年の年末は多くのイベントに急遽出演が決まることが多く、JOY-POPSは《神出鬼没》、《気まま》、《２人の気分で》というおことわりがファンクラブ会報のイベントの告知に頻繁に登場していた[4]。
- 2000年にTHE STREET SLIDERSが解散した後は二人のユニット活動も行われなかったが、2018年のデビュー35周年Wrecking Ball Tourから再びユニット活動を再開させている。

## ディスコグラフィ

### シングル
|     | タイトル   | 収録曲                         | 楽曲制作                                                                           | 発売日        |
| --- | ---------- | ------------------------------ | ---------------------------------------------------------------------------------- | ------------- |
| 1st | ROUTE S.S. | GET OUT OF MY MIND/EMPTY HEART | 作詞作曲Hiro Murakoshi、 編曲JOY-POPS、 ストリングス（弦楽合奏）：溝口肇カルテット | 1989年12月9日 |

### アルバム
|     | タイトル                                       | 収録曲 | 発売日 | 備考 |
| --- | ---------------------------------------------- | --- | --- | --- |
| 1st | JOY-POPS 35th Anniversary Tour “Wrecking Ball” | 【DISC-1】01 7th Ave. Rock 02 安物ワイン 03 Angel Duster 04 Empty Heart 05 GET OUT OF MY MIND 06 カメレオン 07 Feel So Down 08 FRIENDS 09 かえりみちのBlue 10 道 11 すれちがい 12 Midnight Sun 【DISC-2】01 新しい風 02 デルタのスー 03 Sugar Sugar 04 Yooo! 05 No More Trouble 06 Special Women 07 Back To Back 08 マスターベイション 09 天国列車 10ありったけのコイン + Bonus track 11 Pardon Me 12 いいことないかな                   | 2018年9月26日 /UARERIGHT RECORDS | 35周年ツアーのファイナル公演を収録した2枚組LIVE盤CD。各地のベストテイクで構成したフルライブ＋ボーナストラックとして「Pardon Me」、「いいことないかな」を収録 |
| 2nd | Inner Sessions                                 | 1.曇った空に光放ち 2.デルタのスー 3.新しい風 4.おれの悪魔 5.陽炎の道 6.Boys Jump The Midnight | 受注生産限定盤（仕様:CD）2020年7月10日 /HOHOEMI RECORDS. アナログレコード盤（仕様：LP）2021年3月5日/Mastard Records.                                                               | スタジオ録音盤ミニ・アルバム |
| 3rd | LIVE 2020 NEXT DOOR                            | 【DISC-1】01 The Longest Night 02 安物ワイン 03 Get out of my mind 04 TIME IS EVERYTHING TO ME 05 曇った空に光放ち 06 デルタのスー 07 新しい風 08 おれの悪魔 09 陽炎の道 10 手ブラで来いよ 11 カメレオン 12 サテン・ドール 【DISC-2】01 すれちがい 02 パノラマ 03 かえりみちのBlue 04 Special Women 05 ROCKN’ ROLL SISTER 06 いいことないかな 07 Boys Jump The Midnight 08 天国列車 09 No More Trouble 10 Back To Back 11 風の街に生まれ | 2021年3月5日/Mastard Records. | 2020年12月5日東京都渋谷区のLINE CUBE SHIBUYAで行われた有観客生配信によるライヴの録音盤。                                                                     |
| 4th | 夜更けの王国 INNER SESSIONS 2                  | 1.ミッドナイト・アワー 2.泥沼の妖精 3.空虚のブルーズ 4.暗い月のブルーズ 5.らせん(Inst.) （以下はアナログ盤のみ収録） B面 1. Get out of my mind 2. デルタのスー 3. 新しい風 4. 陽炎の道 5. いいことないかな （Taken from"JOY-POPS LIVE2020 NEXT DOOR"） | 受注生産限定盤（仕様:CD）/ LR-0064/ 2022年8月7日 /HOHOEMI RECORDS. アナログレコード盤（仕様：LP）2022年11月3日/HOHOEMI RECORDS.株式会社ローソンエンタテインメント(HMV record shop) | スタジオ録音盤ミニ・アルバム |
| 5th | JOY-POPS『Live 2022 NEXT DOOR -夜更けの王国-』 | 【Side A】 1.曇った空に光放ち 2.デルタのスー 3.泥沼の妖精 4.空虚のブルーズ 【Side B】 1.暗い月のブルーズ 2.Midnight Sun 3.かえりみちのBlue 4.マスターベイション 【Side C】 1.No More Trouble 2.ミッドナイト・アワー 3.新しい風 4.Boys jump the midnight 【Side D】 1.カメレオン 2.サテンドール | 2024年11月27日 /HMV RECORDS. | 受注生産限定盤（仕様:2枚組アナログレコード）/ 品番：HRLP355/356/2022年11月29日にBlue Note Tokyoにて開催したスペシャル・ライヴを収録した2枚組アナログレコード |

|                | タイトル    | 収録曲                                                                 | リリース  | 備考 |
| -------------- | ----------- | ---------------------------------------------------------------------- | --------- | ---- |
| シングル全曲集 | THE SingleS | デビュー35周年を記念したCD4枚組のシングル全曲集。リマスター&ハイレゾ化 | '18.04.25 |      |

### DVD・Blu-ray
| タイトル                                                                  | 内容                                                 | 収録曲 | リリース                                                                                |
| ------------------------------------------------------------------------- | ---------------------------------------------------- | --- | --------------------------------------------------------------------------------------- |
| JOY-POPS 35th Anniversary Tour "Wrecking Ball"@ HULIC HALL TOKYO LIVE DVD | 2018年TOUR FINAL LIVE Blu-ray/ DVD                   | 1. 7th Ave. Rock 2. 安物ワイン 3. Angel Duster 4. Empty Heart 5. GET OUT OF MY MIND 6. カメレオン 7. Feel So Down 8. FRIENDS 9. かえりみちのBlue 10. 道 11. すれちがい 12. Midnight Sun 13. 新しい風 14. デルタのスー 15. Sugar Sugar 16. Yooo! 17. No More Trouble 18. Special Women 19. Back To Back 20. マスターベイション 21. 天国列車 22. ありったけのコイン                                                                       | 2018.09.26/ Mastard Records                                                             |
| JOY-POPS LIVE 2020 NEXT DOOR                                              | 2020年12月5日LINE CUBE SHIBUYA LIVE 仕様:Blu-rayのみ | 1. The Longest Night 2. 安物ワイン 3. Get out of my mind 4. TIME IS EVERYTHING TO ME 5. 曇った空に光放ち 6. デルタのスー 7. 新しい風 8. おれの悪魔 9. 陽炎の道 10. 手ブラで来いよ 11. カメレオン 12. サテン・ドール 13. すれちがい 14. パノラマ 15. かえりみちのBlue 16. Special Women 17. ROCKN’ ROLL SISTER 18. いいことないかな 19. Boys Jump The Midnight -ENCORE- 1. 天国列車 2. No More Trouble 3. Back To Back 4. 風の街に生まれ | 2021.03.05/ Mastard Records                                                             |
| LIVE 2022 NEXT DOOR-夜更けの王国-                                         | 2022年BLUE NOTE Tokyo LIVE収録 Blu-ray               | 1. 曇った空に光放ち 2. デルタのスー 3. 泥沼の妖精 4. 空虚のブルーズ 5. 暗い月のブルーズ 6. Midnight Sun 7. かえりみちのBlue 8. マスターベイション 9. No More Troble 10. ミッドナイト・アワー 11. 新しい風 12. Boys Jump The Midnight -BONUS TRACK- 1. カメレオン 2. サテンドール | 2023.02.23. 発売：株式会社ローソンエンタテインメント（HMV records shop）品番：LNXM-1455 |

| タイトル       | 内容                       | 収録曲 | リリース       |
| -------------- | -------------------------- | --- | -------------- |
| Suck The Blues | Promotion Clip Collections | HOLD ON／Baby, 途方に暮れてるのさ／Don't Stop The Beat／風が強い日／Angel Duster（Joy-Pops Live）／7th Ave. Rock（Joy-Pops Live）／Boys Jump The Midnight／HOLD ON | '88.04.21 廃盤 |

## テレビ・ライブ配信

### テレビ（地上波）
- ジャストポップアップ《1989X'masスペシャル》（出演：JOY-POPS with 溝口肇カルテット。1989年12月23日。NHKテレビの音楽番組。

### ライブ配信（ストリーミング）
- 《JOY-POPS LIVE 2020 "NEXT DOOR”》2020年12月5日。LINE CUBE SHIBUYAより生配信。ローチケ LIVE STREAMING - ZAIKO（2020年12月5日～12月8日期間限定公開）。このライヴは2021年3月5日にライヴ盤CDとBlu-rayディスクで発売。
- 《JOY-POPS LIVE 2022 NEXT DOOR -夜更けの王国-》11月29日（火）2ndショウのみブルーノート東京よりインターネット生配信を実施。（配信視聴期間11月29〜12月2日）後にBlu-ray化されている。映像帰属：株式会社ブルーノート・ジャパン